# 시루드미에시치에 (바르샤바)
시루드미에시치에(폴란드어: Śródmieście)는 폴란드 바르샤바 중앙에 위치한 구다.